# Fozzie el oso
Fozzie el oso (en inglés: Fozzie Bear) o anteriormente conocido en Hispanoamérica como Figaredo, es un personaje ficticio creado por Jim Henson como uno de los Muppets (conocida en España como "Los Teleñecos" hasta 2011). Es un oso naranja comediante, vestido con un sombrero café y un corbatín blanco con puntos rosas, que tras contar sus chistes malos remata con su peculiar frase a manera de risa: "Wocka, Wocka, Wocka" a lo que le sigue una lluvia de tomates arrojados por el público y los comentarios ridiculizantes por parte de los críticos Statler y Waldorf. Es el mejor amigo de Kermit the Frog.

## Historia
El personaje fue creado originalmente por Jim Henson y manejado por el titiretero Frank Oz desde 1976 al 2000. Según el propio Henson el nombre de Fozzie es un tributo a Faz Fazakas electromecánico que diseñaba muchas de las innovaciones técnicas de los títeres, entre ellas, el mecanismo que permitía al oso Fozzie mover las orejas.
Fozzie formada parte de la apertura del "The Muppet Show" en la primera temporada, en el que se detenía el tema de entrada para levantar el telón y permitir que el oso contara uno de sus chistes, siendo diferente cada semana, cerrándose el telón y que volviera a cantar Kermit the Frog.
A partir del año 2002 el personaje de Fozzie el oso es manejado por el titiritero Eric Jacobson. En 2004, cuando Disney compra los derechos de Los Muppets a The Jim Henson Company también el personaje de Fozzie pasa a formar parte de los personajes de dicha compañía de entretenimiento.

## Filmografía
- La película de los Muppets (1979)
- La Gran Aventura de los Muppets (1981)
- Los Muppets Toman Manhattan (1984)
- La Navidad de la Familia Muppet (1987) (TV)
- Los Muppets en Disney World (1990) (TV)
- The Muppet Christmas Carol (1992)
- Los Muppets en la Isla del Tesoro (1996)
- Los Muppets en el Espacio (1999)
- Fiesta de Navidad con los Muppets (2002) (TV)
- Mago de Oz de los Muppets (2005) (TV)
- Los Muppets (2011)
- Muppets Most Wanted(2014)